# Laxton's Cropper
Laxton's Cropper es una variedad cultivar de ciruelo (Prunus domestica), de las denominadas ciruelas europeas. Un híbrido del cruce de 'Victoria' x 'Aylesbury Prune'. Criado en Bedford por "Laxton Bros. Ltd.", en 1906.
Las frutas tienen un tamaño mediano a grande, color de piel rojo púrpura, cubierto de pruina de mediano espesor, punteado pequeño, y pulpa de color amarillo verdoso, moderadamente jugosa, textura firme, y sabor dulce ligeramente ácido, lo que la hace perfecta para usos culinarios.

## Historia
'Laxton's Cropper' es una variedad de ciruela, híbrido del cruce de 'Victoria' como "Parental Madre" x el polen de 'Aylesbury Prune' como "Parental Padre". Desarrollado y criado por "Laxton Bros. Ltd." Bedford, Inglaterra, (Reino Unido) a principios del siglo  XX en 1906. Fue introducida en los circuitos comerciales en 1931.
'Laxton's Cropper' se cultiva en la National Fruit Collection con el número de accesión: 1977 - 071 y nombre de accesión : Laxton's Cropper (EMLA).

## Características
'Laxton's Cropper' árbol con una copa amplia, moderadamente vigoroso, erguido. Autofértil. Flor blanca, que tiene un tiempo de floración que comienza a partir del 15 de abril con el 10% de floración, para el 19 de abril tiene una floración completa (80%), y para el 29 de abril tiene un 90% de caída de pétalos.
'Laxton's Cropper' tiene una talla de tamaño mediano a grande de forma ovaladas oblongas, cavidad poco profunda, estrecha, abrupta, sutura pronunciada, una línea distinta, presenta algunas manchas pequeñas irregulares de "ruginoso"/"russetting"; ápice redondeado o ligeramente puntiagudo, con peso promedio de 35.00 g; epidermis tiene una piel delgada, tierna, siendo el color rojo púrpura, cubierto de pruina de mediano espesor, punteado pequeño; pedúnculo glabro, con una longitud promedio de 8.90 mm, pubescente, bien adherido al fruto con la cavidad del pedúnculo estrecha y apenas pronunciada; pulpa de color amarillo verdoso, moderadamente jugosa, textura firme, y sabor dulce ligeramente ácido, lo que la hace perfecta para usos culinarios.
Hueso no adhesivo, grande, elíptico, muy aplastado, zona ventral muy estrecha pero bien marcada, con surcos bien marcados sobre todo el dorsal, superficie arenosa
Su tiempo de recogida de cosecha se inicia en su maduración de inicios a mediados de septiembre.

## Usos
Se utiliza para su consumo en fresco, y con numerosas aplicaciones culinarias.